# Santa Maria de Monserrat de Tratalias
L'antiga Catedral de Santa Maria de Monserrat, a Tratalias, Sardenya, (anomenada localment com Cattedrale di Santa Maria de Moserrato) és una església romànica de Sardenya, situada al nucli antic del municipi de Tratalias, dedicada a la patrona de Catalunya pels catalans que van ocupar l'illa a partir del 1353 dC.

## Història
L'església de Santa Maria de Monserrat de Tratalias va ser construïda en estil romànic pisà entre els anys 1213 i 1282, segons els dos epígrafs col·locats amb motiu de l'inici i finalització de les obres, encara conservats a l'interior del temple. A la primera meitat del segle XIII dC, Tratalias era una vila florent que va esdevenir la seu de la diòcesi de Sulci, traslladada aquí des de Sant'Antioco. Santa Maria de Monserrato va ser, per tant, catedral fins a l'any 1503, quan la vila d'Esglésies va ser bisbat. L'actual dedicatòria a la Mare de Déu de Monserrat es remunta a l'època de la dominació catalana de l'illa de Sardenya.

## Descripció
L'església es troba al centre del que queda de l'antic poble que va formar la vila de Tratalias, abans de ser abandonada a la segona meitat del segle xx, arran de la infiltració d'aigua i l'enfonsament del terreny després de la creació de l'embassament artificial de Monte Pranu per part del govern italià. El poble va haver de ser refundat a prop. Actualment, els edificis del poble abandonat s'estan reurbanitzant amb finalitats turístiques.
L'antiga catedral és l'únic edifici supervivent de la Tatalia medieval. L'edifici, de pedra calcària i traquita, te els seus fonament en un alt sòcol en el qual s'insereixen les pilastres cantoneres i les lesenes que marquen els laterals exteriorment.
La façana és dividida en dos ordres. La zona inferior és tripartida i presenta murs laterals llisos, decorats únicament amb una losanga, mentre que al centre hi ha el portal, amb arquitrau i rematat per un arc de mig punt amb un anell decorat amb motius vegetals. A la zona superior s'obre la rosassa, amb un òcul polilobulat.
El timpà superior del segon pis té una obertura des de la qual uns graons porten des de l'interior de l'església fins a la teulada. Tant la façana com els murs laterals estan decorats amb els arcs d'una banda llombarda. El portal lateral de la zona sud és semblant al de la façana, mentre que el portal nord és rematat per un arc apuntat.
L'interior és de planta rectangular, dividida en tres naus per pilars i arcs de mig punt, amb un absis d'orientació semicircular. Les naus estan cobertes amb encavallaments de fusta . La llum entra per les diferents finestres laterals, des de la rosassa de la façana i des de la finestra d'arc apuntat sobre l'absis. A la nau esquerra hi ha un petit retaule del segle XVI.

## Galeria d'imatges

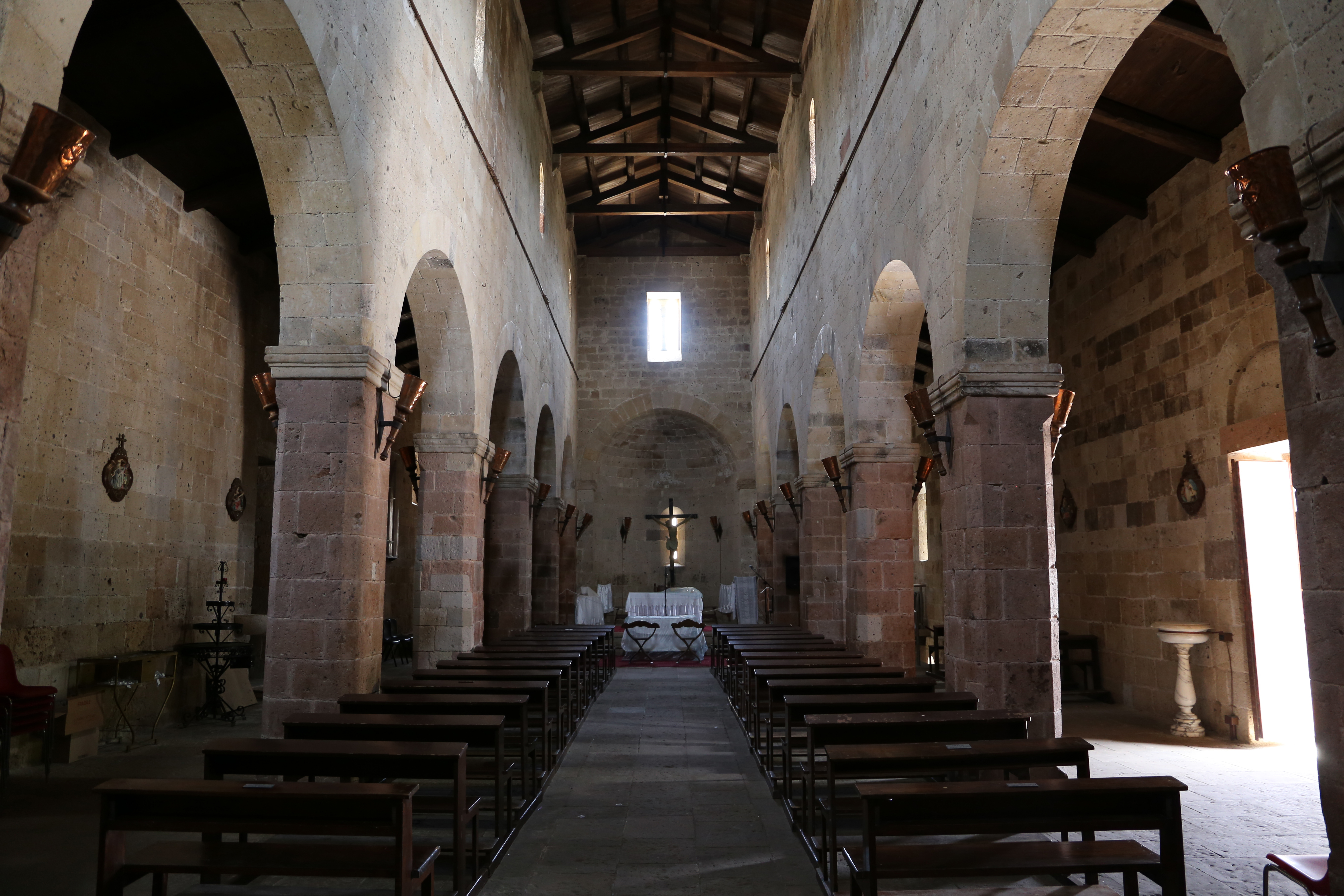
Imatge interna del temple.
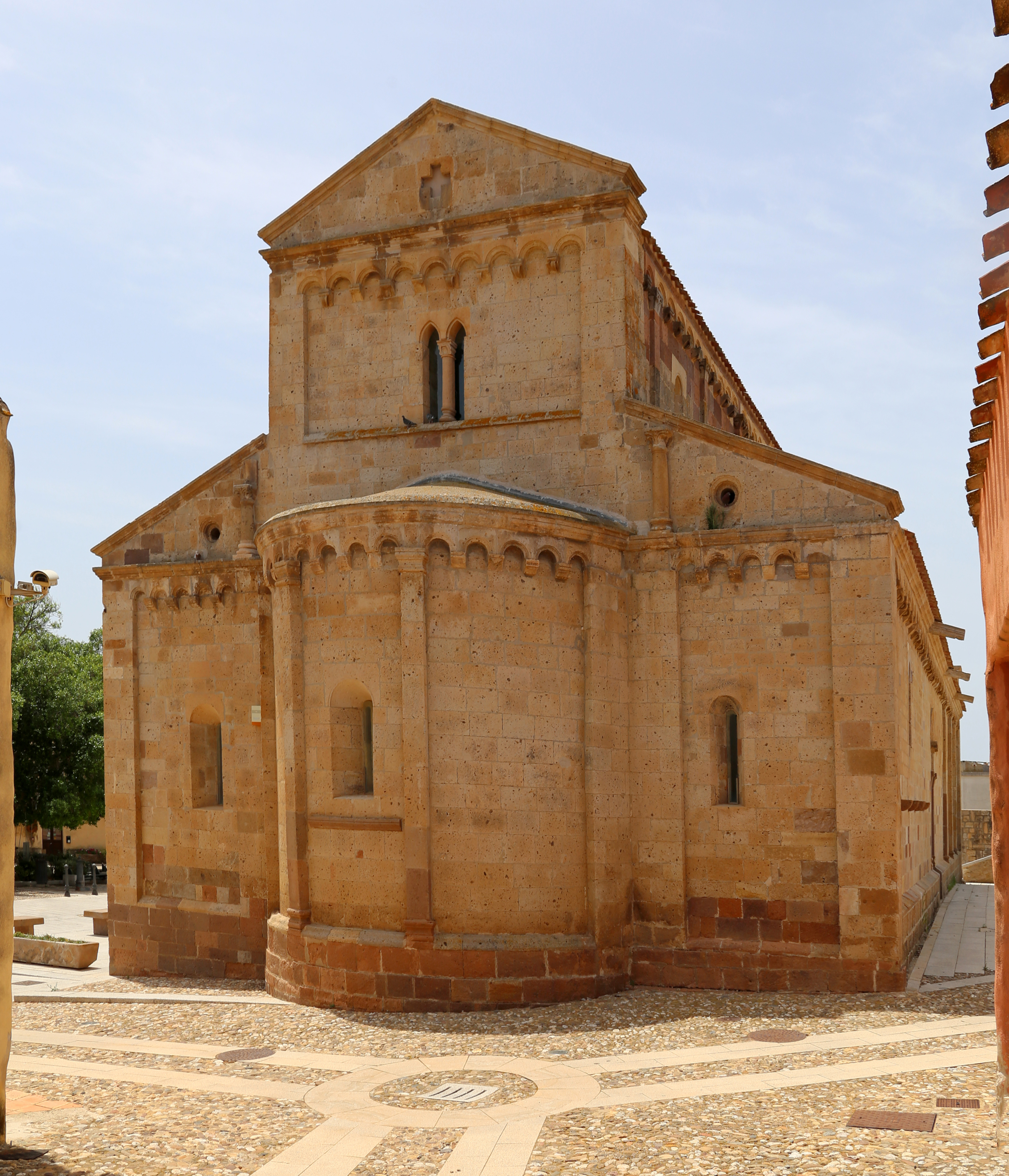
Absis
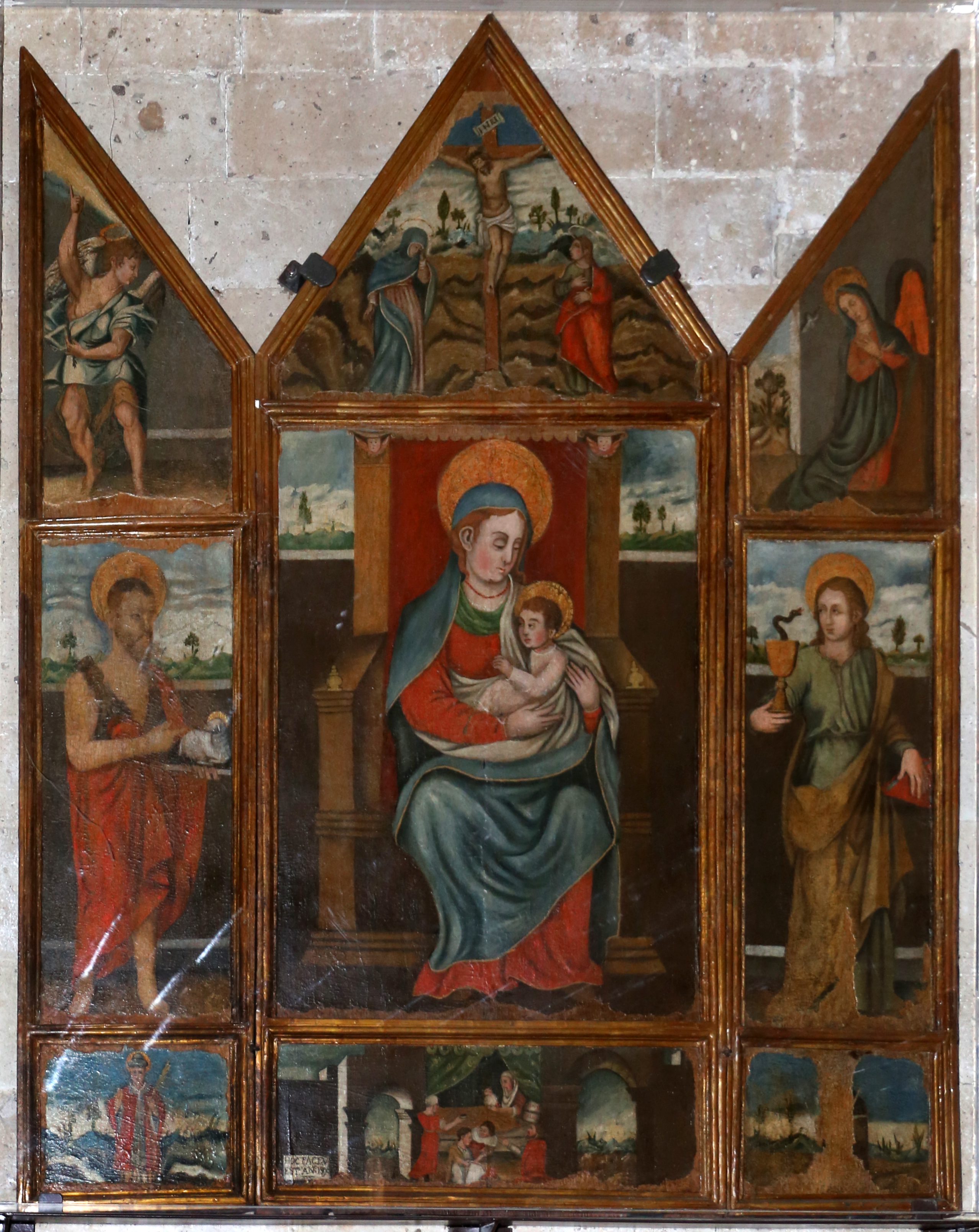
Retaule de la catedral, amb una Mare de Déu blanca.